# Toivo Tasa

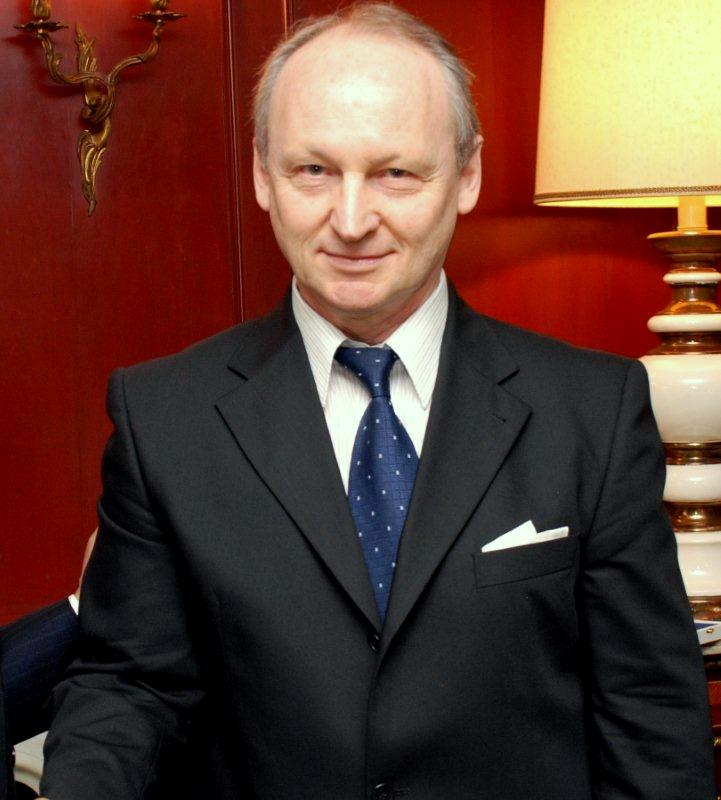
Toivo Tasa, 2012

Toivo Tasa (* 21. Dezember 1951 in Tallinn) ist ein estnischer Übersetzer, Literaturwissenschaftler und Diplomat. Seit 2010 ist er estnischer Botschafter in Japan.

## Leben und Diplomatie
Toivo Tasa schloss 1976 sein Studium der estnischen Philologie an der Staatlichen Universität Tartu ab.
Er war von 1990 bis 1994 Chefredakteur der parallel erscheinenden estnischen Kulturzeitschriften Vikerkaar (estnischsprachig) und Raduga (Радуга, russischsprachig). Tasa war daneben Generalsekretär des 1989 gegründeten estnischen Kulturinstituts Eesti Instituut.
Mit Wiedererlangung der staatlichen Unabhängigkeit der Republik Estland trat Tasa in den diplomatischen Dienst seines Landes ein. Er war zunächst in der politischen Abteilung des estnischen Außenministeriums beschäftigt.
Von 1995 bis 1999 war Tasa estnischer Botschaft in Wien (mit Zuständigkeiten für Österreich, die Tschechische Republik, die Slowakei, Ungarn, Slowenien und die Schweiz). Von 1999 bis 2001 war er Protokollchef des estnischen Außenministeriums in Tallinn. Von 2001 bis 2006 war Tasa estnischer Botschafter in Budapest (zuständig für Ungarn und ab 2003 für Kroatien).
Von 2006 bis 2008 war Tasa als Berater des estnischen Parlamentspräsidenten sowie anschließend als Mitarbeiter in der politischen Abteilung des estnischen Außenministeriums aktiv.
Seit Oktober 2010 ist Toivo Tasa estnischer Botschafter in Tokio. Seit 2013 ist er neben Japan auch in Süd-Korea doppelakkreditiert.